# Sebastian Rode
Sebastian Rode, född 11 oktober 1990 i Seeheim-Jugenheim, Tyskland, är en tysk fotbollsspelare som spelar som mittfältare för Eintracht Frankfurt.

## Klubblagskarriär

### Ungdomskarriär
Rode spelade under sin ungdomskarriär i klubbarna SKV Hähnlein (1994–1998), FC Alsbach (1998–2002), Viktoria Griesheim (2002–2004), Darmstadt 98 (2004–2005) samt Kickers Offenbach (2005–2008) innan han skrev på sitt första proffskontrakt med Kickers Offenbachs seniorlag.

### Kickers Offenbach
Sommaren 2008 skrev Rode på ett treårskontrakt med klubben Kickers Offenbach, som spelade i 3.Bundesliga. Första året på proffskontraktet spelade Rode mest med ungdomslaget. Andra året däremot blev mer lyckat och han lyckades ta en plats i A-lagets startelva. Första stora bakslaget kom då Rode drog på sig en korsbandsskada och blev borta från fotbollen i 7 månader. Efter rehabiliteringen följde en lyckosam period i Rodes fotbollskarriär, vilket bidrog till att han under sommaren 2010 skrev på ett kontrakt för 1.Bundesliga-klubben Eintracht Frankfurt.

### Eintracht Frankfurt
Övergången mellan Kickers Offenbach och Eintracht Frankfurt 2010 kostade den sistnämnda klubben 250 000 Euro. Efter en spelad säsong i 1.Bundesliga degraderades Eintracht Frankfurt, med Rode i laget, till 2.Bundesliga innan de säsongen efter återvände till högstaligan. Totalt gjorde Rode 5 mål på sina 108 spelade matcher för Eintracht Frankfurt innan han under sommaren 2014 skrev på ett kontrakt för den tyska storklubben FC Bayern München.

### Bayern München
Eftersom Rode spelade färdigt sitt kontrakt med Eintracht Frankfurt kostade övergången till FC Bayern München, som skedde under sommaren 2014, ingenting. Rode har representerat FC Bayern München i såväl 1.Bundesliga, Champions league som DFB-Pokal. Sin debut för FC Bayern München gjorde Rode i DFL-Supercup där matchen slutade med en 4-2-förlust mot Borussia Dortmund.

## Landslagskarriär
Rode har representerat Tysklands U18-lag (1 match), U19-lag (4 matcher), U20-lag (1 match) samt U21-lag (6 matcher). 2009 blev Rode uttagen till U20-VM i Egypten men tvingades tacka nej på grund av att hans klubblag inte lät honom åka och delta i mästerskapet som spelades mitt under säsongen.

## Privatliv
År 2010 tog Rode studenten på Goethe-Gymnasium, ett gymnasium som ligger i närheten av Frankfurt.
Rode åker även mountain bike och spelar Playstation vid sidan av fotbollen.